# Лінн Ганн
Ліндсі Ґерд Ґаннулфсен (нар. 15 березня 1994), відома під своїм сценічним псевдонімом Лінн Ґанн, американська співачка, авторка пісень та мультиінструменталістка. Ґанн найбільш відома як фронтвумен американського попрок-гурту PVRIS. Вона також співпрацювала з такими виконавцями, як Tonight Alive і A Loss for Words.

## PVRIS
У 2012 році Лінн Ґанн стала однією із засновників попрок-групи PVRIS (вимовляється «Paris»), яка тоді мала назву Operation Guillotine. У 2013 році замінила головного вокаліста і гітариста Кайла Ентоні. З юридичних причин назва гурту була офіційно змінена на PVRIS 26 липня 2013 року.
У 2018 році Ґанн розповіла про проблеми з голосом, з якими вона боролася під час своїх останніх турів, і заявила, що проходить навчання з вокалу, щоб знову навчитися співати. Раніше вона зізнавалася, що має труднощі з «вокальними перегинами» і вибачалася, якщо вона «не була схожа на себе» під час живих виступів. У 2019 році в інтерв'ю Kerrang! Ґанн заявила, що відвідала кількох ЛОР-лікарів, які сказали, що з нею все добре. Тоді вона зрозуміла, що має справу з психологічними блоками, які заважають їй співати.

## Інші роботи та співпраці
Співпрацювала з іншими гуртами та музикантами як співачка та автор пісень.
За участі Ґанн, ще до появи гурту PVRIS, у 2011 році група Lions Lions випустила трек «Are You Ready To Fly».
У 2013 році Ґанн співпрацювала з американською поп-панк групою A Loss for Words над синглом «Distance».
Наступного 2014 року була залучена до синглу «Obsessed» (TBMA).
Вона була співавторкою двох треків для Dissonants, альбому 2016 року австралійської рок-групи Hands Like Houses. У 2017 році вона була залучена до треку «Lose Myself» з альбому The Throes of Winter від Seven Lions, та в альбомі Circa Waves Different Creatures.
У 2016 році ходили чутки, що Ґанн збирається співпрацювати над новою музикою зі своєю подругою Дженною Макдугалл, фронтвумен австралійської рок-групи Tonight Alive. Ґанн була залучена до синглу «Disappear», який з'явився в альбомі Underworld Tonight Alive у 2018 році.
Вона недовго заміняла гітаристку Кеті Гендерсон гурту The Aces, коли група підтримувала 5 Seconds of Summer у турі Meet You There. У 2019 році вона співпрацювала з From Indian Lakes під час написання синглу «Did We Change».

## Особисте життя
Ліндсі Ґаннулфсен виросла в Ловеллі, штат Массачусетс. Вона розповіла про своє довічне захоплення кладовищами, смертю та окультизмом, заявивши, що це було натхненням для написання багатьох пісень з паранормальною та жахливою тематикою. Про духовність вона сказала, що «захоплюється астрологією, життєвими шляхами та дивною енергетикою». Ґанн заявила, що вона боролася з депресією, і що це було основним джерелом натхнення під час написання більшості її пісень. Лінн також заявила, що гуртиParamore, Radiohead, Florence and the Machine та The Weeknd вплинули на неї як на музикантку. Лінн Ґанн закінчила середню школу Ловелла. Беручи участь у Battle of The Bands у школі з кількома однокласниками, вона закінчила школу в 2012 році. Спочатку збиралася поступити в MassArt, але врешті відмовилася, і зайнялася PVRIS як головним проєктом. Ґанн деякий час працювала в Hot Topic і Guitar Center.

### Громадський імідж і ЛГБТ-активізм
Ґанн є відомим голосом ЛГБТ на сцені альтернативної музики. В інтерв'ю для Rolling Stone вона заявила, що вперше зізналася в гомосексуальності батькам (зробила камінг-аут), коли їй було 18, залишивши листа під подушкою матері перед тим, як відправитися в тур. «Перш за все, я хочу, щоб мене знали як митця і творця», — пояснила вона в інтерв'ю Playboy. «Я думаю, що моя сексуальність — це останнє, що потрібно відмітити в цьому списку». Ґанн пояснила своє рішення висловитися про свою сексуальність в інтерв'ю Newsbeat у 2015 році: «Мені ніколи не було на кого зрівнятися і сказати: 'О, ця людина гомосексуальна і вона в порядку'. Якщо я для когось можу бути таким прикладом, то це причина бути мені відкритою щодо цього».
Ґанн була однією з кількох артисток, запрошених GLAAD та Billboard, щоб розповісти свою історію камінг-ауту на Національний день камінг-ауту у 2017 році. Ґанн згадала підтримку її родини, коли вона це зробила, і закликала інших звертатися за підтримкою до оточуючих.
Лінн вручила нагороду Icon Award Лорі Джейн Грейс з американської панк-рок-групи Against Me! на церемонії вручення нагород APMA 2017 року.

## Дискографія

### Студійні альбоми з PVRIS
- White Noise[en] (2014)
- All We Know of Heaven, All We Need of Hell[en] (2017)
- Use Me[en] (2020)

### EP з PVRIS
| Назва          | Деталі EP                                                                            |
| -------------- | ------------------------------------------------------------------------------------ |
| Hallucinations | - Випущено: 25 жовтня, 2019 - Лейбл: Reprise/Warner Records - Формат: CD, CS, DL, LP |
| Acoustic       | - Випущено: 1 квітня, 2014 - Лейбл: Самостійне видання - Формат: CS, DL, 10" вініл   |
| Paris          | - Випущено: 26 березня, 2013 - Лейбл: Самостійне видання - Формат: CD, DL            |

### Інші пісні з PVRIS
| Назва                                                       | Рік  | Альбом                                                         |
| ----------------------------------------------------------- | ---- | -------------------------------------------------------------- |
| «It's Not That I Don't Trust You» (як Operation Guillotine) | 2010 | Позаальбомна пісня                                             |
| «Mind Over Matter»                                          | 2012 | Позаальбомна пісня                                             |
| «Gemini» (ft. Kyle Anthony)                                 | 2012 | Позаальбомна пісня                                             |
| «Rain» (Love, Robot ft. PVRIS)                              | 2013 | Позаальбомна пісня                                             |
| «Follow»                                                    | 2013 | Позаальбомна пісня                                             |
| «Chandelier»                                                | 2014 | Punk Goes Pop Vol. 6                                           |
| «Fire That Burns» (Circa Waves ft. Pvris)                   | 2017 | Different Creatures                                            |
| «Are You Ten Years Ago»                                     | 2017 | Tegan And Sara Present The Con X: Covers                       |
| «alive» (guardin ft. PVRIS)                                 | 2020 | Майбутній альбом                                               |
| «Burn It All Down» (League of Legends ft. Pvris)            | 2021 | Позаальбомна пісня                                             |
| «Snakes» (Miyavi & PVRIS)                                   | 2021 | Arcane League of Legends (Soundtrack from the Animated Series) |

### За участі
| Рік  | Назва                                                     | Вокал | Автор | Сингл | Альбом               |
| ---- | --------------------------------------------------------- | ----- | ----- | ----- | -------------------- |
| 2013 | «Distance» (A Loss For Words ft. Lynn Gunn)               | Так   | Ні    | Так   | Before It Caves      |
| 2014 | «Obsessed» (TBMA ft. Lynn Gunn)                           | Так   | Ні    | Так   | Obsessed             |
| 2015 | «Lose Myself» (Seven Lions ft. Lynn Gunn)                 | Так   | Ні    | Так   | The Throes of Winter |
| 2016 | «Degrees of Separation» (Hands Like Houses ft. Lynn Gunn) | Ні    | Так   | Так   | Dissonants           |
| 2016 | «Motion Sickness» (Hands Like Houses ft. Lynn Gunn)       | Ні    | Так   | Ні    | Dissonants           |
| 2016 | «Begin» (Elliot Middleton ft. Lynn Gunn)                  | Так   | Ні    | Так   | Н/Д                  |
| 2018 | «Disappear» (Tonight Alive ft. Lynn Gunn)                 | Так   | Ні    | Так   | Underworld           |
| 2018 | «Last Light» (Tonight Alive ft. Lynn Gunn)                | Так   | Ні    | Ні    | Underworld           |
| 2019 | «Did We Change» (From Indian Lakes ft. Lynn Gunn)         | Так   | Ні    | Ні    | Dimly Lit            |

## Нагороди та номінації
| Рік  | Від                 | Нагорода                    | Отримувач | Результат |
| ---- | ------------------- | --------------------------- | --------- | --------- |
| 2016 | Boston Music Awards | Female Vocalist of the Year | Вона      | Перемога  |
| 2017 | APMA                | Best Vocalist               | Вона      | Перемога  |
| 2018 | Rock Sound Awards   | Rock Sound Icon             | Вона      | Перемога  |